# Ennis (Irlandia)
Ennis (irl. Inis) – miasto w Irlandii, w hrabstwie Clare. Liczy 20 180 mieszkańców (2011).
Ennis leży nad rzeką Fergus, na północ od Limerick i na południe od Galway. Nazwa Ennis (Inis) jest skrótem pełnej nazwy: Inis Cluain Ramh Fhada.

## Historia
Miasto rozwinęło się wokół ośrodka franciszkańskiego, którego główny budynek wzniesiono w 1242 roku. W średniowieczu było miastem targowym, i pozostawało takim jeszcze do niedawna. Obecnie znane jest jako ośrodek tradycyjnej kultury. W Ennis odbywa się co roku pod koniec maja Fleadh Nua, drugi co do wielkości festiwal muzyczny w Irlandii.